# Caballar
Caballar es un municipio y localidad española situada en el centro de la provincia de Segovia, comunidad autónoma de Castilla y León. Forma parte del conjunto de villas eximidas. Su territorio formaría parte, en algún momento determinado, del área de distribución de los arévacos.
Conserva un conjunto importante de edificaciones de arquitectura tradicional de mampostería de piedra con desarrollo de sillería en esquinas y dinteles, entre las que destaca buena parte del caserío construido en el siglo XVIII. El edificio más representativo de la localidad es la iglesia románica de la Asunción de Nuestra Señora. El casco urbano consta de tres barrios que dotan de una personalidad única a la localidad: Umbría y Solana, acostados en la ladera, con calles estrechas de gusto antiguo y casas con bellas singularidades debido a la adaptación a la orografía del terreno; y Pavía, en la zona llana. 
Caballar está a 30 km de distancia de Segovia capital, a 122 km de distancia de Madrid y a 110 km de distancia de Valladolid (aproximadamente). 

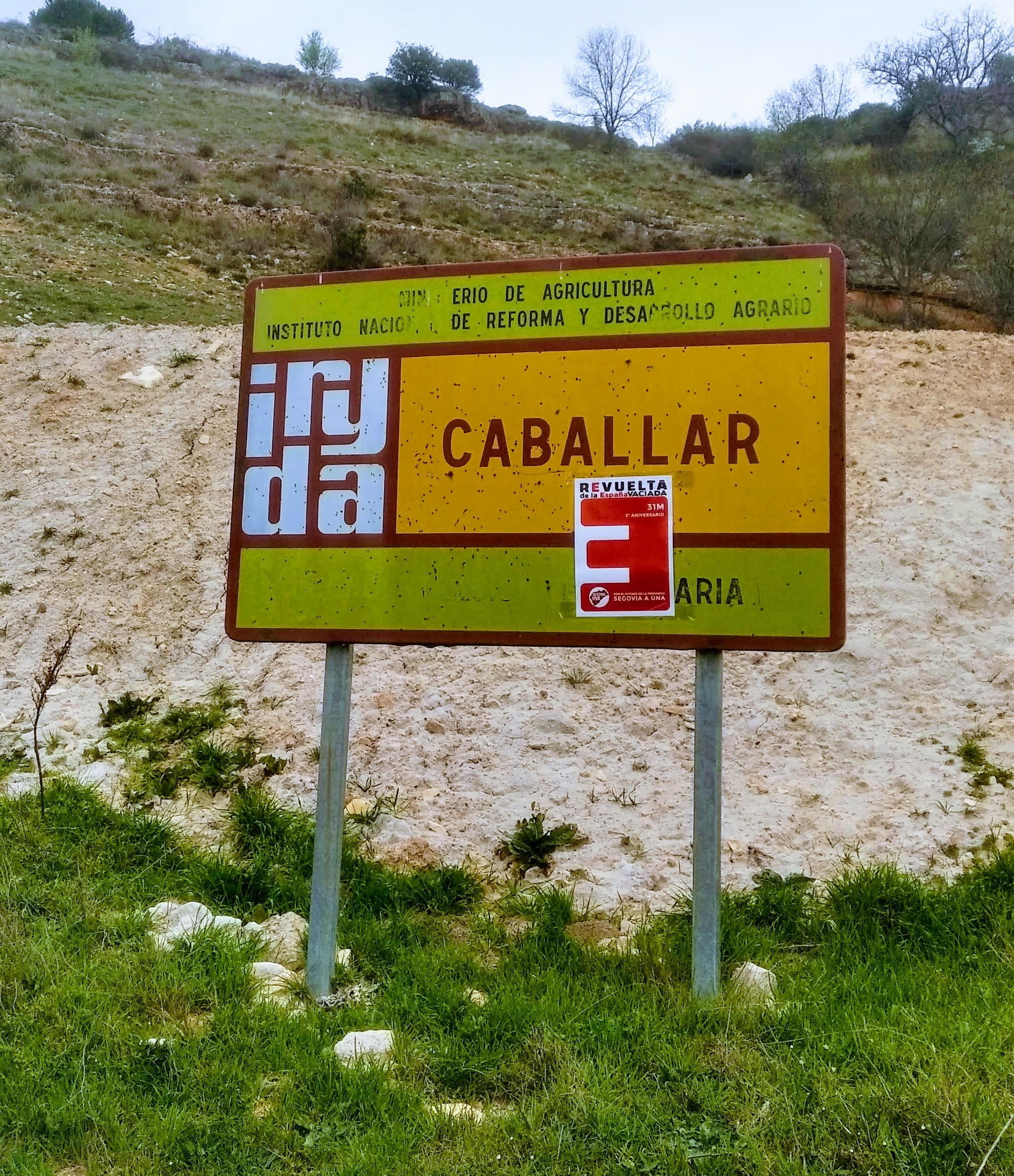
Entrada a Caballar desde La Cuesta, cartel de España Vaciada

Por este pueblo segoviano pasa el Camino de San Frutos, siendo Caballar punto intermedio entre el inicio y la meta de dicha vía. Esta ruta de peregrinación une Segovia capital con la ermita de San Frutos (Carrascal del Río), situada en el parque natural de las Hoces del Río Duratón. El Camino se aproxima a la ruta que emprendieron San Frutos y sus hermanos San Valentín y Santa Engracia, (conocidos como los Santos de Caballar) en el siglo VII d. C. desde Segovia, donde residían, hacia su retiro ascético en las inmediaciones del río Duratón.

## Geografía
Ubicación

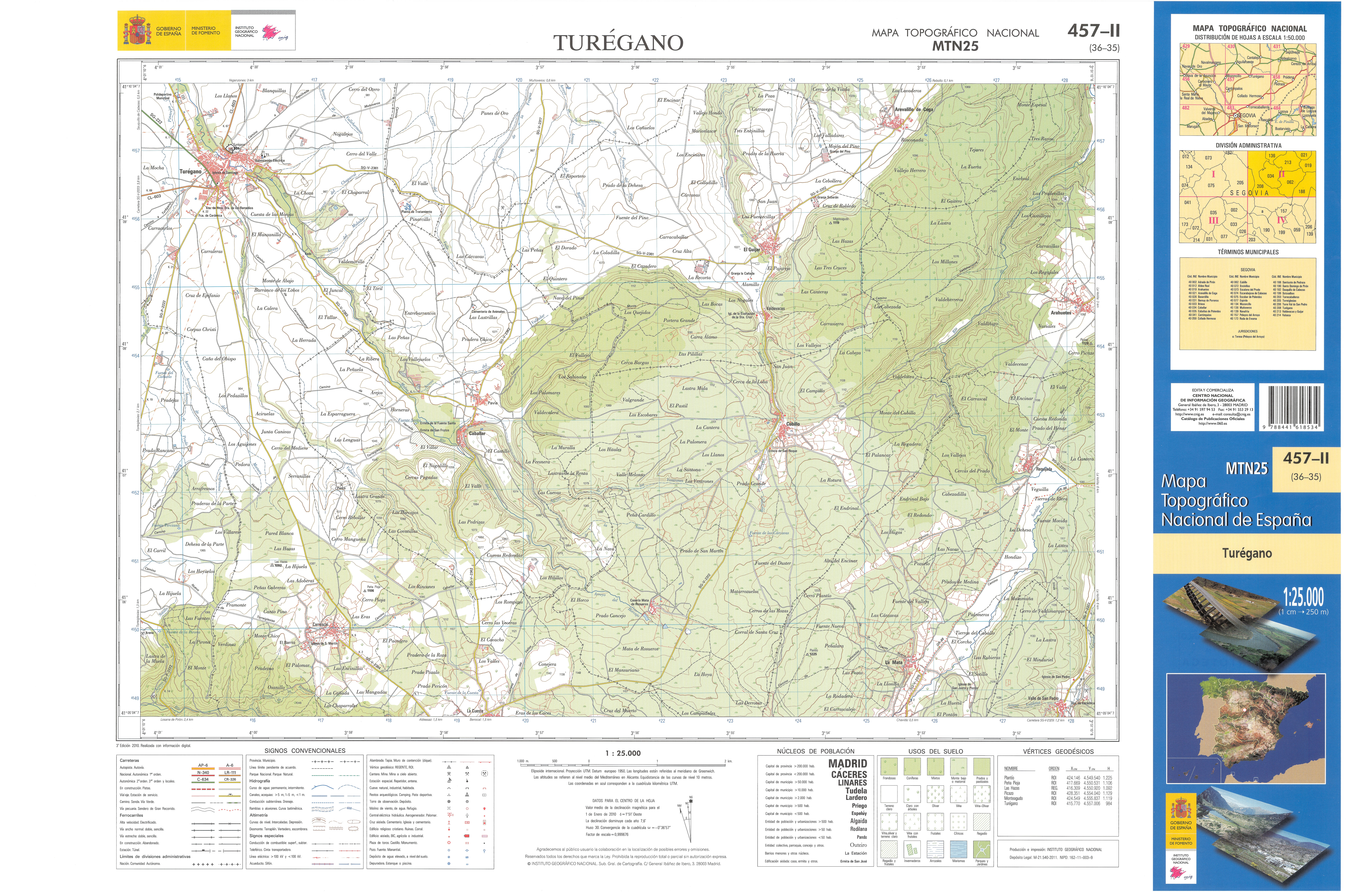
Fragmento de la hoja 457 del Mapa Topográfico Nacional de España de 2010 en el que se representa Caballar

La localidad está situada a una altitud de 1028 m.
| Noroeste: Turégano                          | Norte: Muñoveros          | Noreste: Valdevacas y Guijar        |
| Oeste: Turégano                             |                           | Este: Valdevacas y Guijar y Cubillo |
| Suroeste: Carrascal de La Cuesta (Turégano) | Sur: La Cuesta (Turégano) | Sureste: Cubillo                    |

## Naturaleza

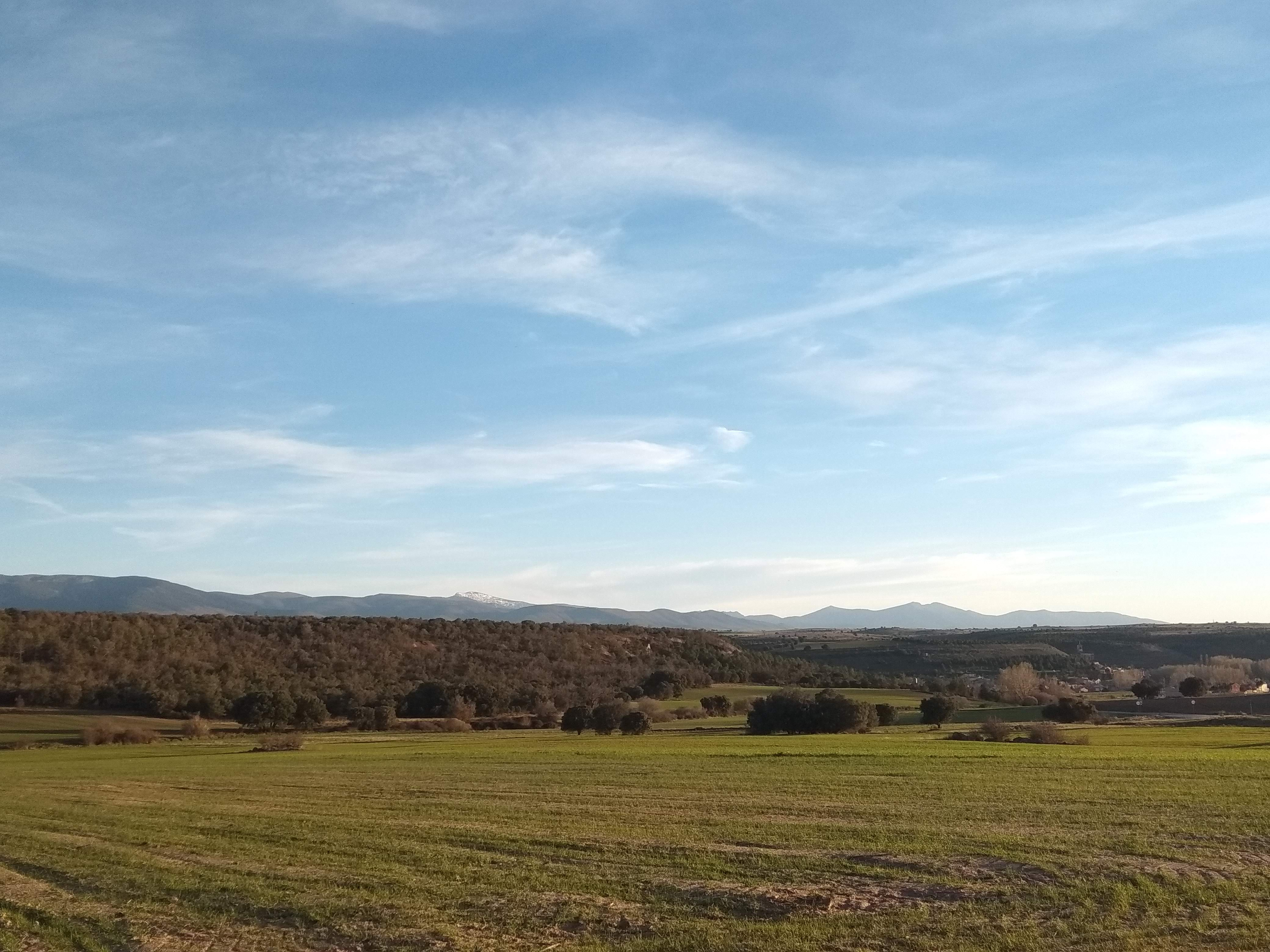
Vista de Caballar con la sierra de Guadarrama al fondo

El término municipal se asienta en el piedemonte de la sierra de Guadarrama. Precisamente, parte de su territorio se encuentra dentro del parque nacional de la Sierra de Guadarrama y de la Red Natura 2000.
La presencia de agua es abundante debido a las fuentes que nacen en el término. Los tres manantiales más importantes son: la Fuente Redonda (cuyo basamento probablemente sea de origen romano), la Fuente Fresnera y la Fuente Santa. Precisamente, en esta última la tradición indica que los hermanos de San Frutos, San Valentín y Santa Engracia, fueron martirizados en el siglo VIII d. C.
Desde las fuentes Redonda y Fresnera, el agua se reparte por el terreno de huertas a través de un sistema tradicional de caceras de riego de origen medieval. En el Catastro de Ensenada, se da cuenta de la distribución del terreno, de los frutos obtenidos de los cultivos; así como otros datos como oficios desempeñados en la villa, etc.
Tan populares eran los frutos de las huertas de Caballar que las gentes de los pueblos tomaron esa fama como sustento creativo para distintas coplillas. Gabriel María Vergara Martín en su libro Cantares populares recogidos en diferentes regiones de Castilla La Vieja y particularmente en Segovia y su tierra (1912), recoge esta cuarteta: «Caballar para repollos, Turégano para berzas; pa luminarias Sauquillo, para mozas Torreiglesias». Los frutos obtenidos de las huertas de Caballar eran vendidos por toda la provincia y gozaban de bastante fama; y se dice que fue uno de los proveedores de la Corte durante sus estancias en el Palacio de La Granja.
En la Revista Temas de Castilla y León, se menciona dentro del menú de Navidad, junto al capón, al repollo cultivado en las huertas de Caballar «donde las heladas caídas durante los prolegómenos invernales le dan una tersura y sabor exquisito».
En la actualidad, las huertas se dedican principalmente al autoconsumo y a la producción al por mayor de Judión. 
A nivel geológico, Caballar se encuentra una zona de relevancia. En su término municipal se pueden encontrar troncos fósiles, gneis, dolomías tableadas; zonas graníticas, de roca caliza-kársticas, arcillosas... Tanto es así que se enviaron desde la Biblioteca Nacional de España algunas muestras procedentes de esta localidad segoviana para la Exposición Universal de Londres de 1851 (conocida como Gran Exposición).

## Historia
Pedro Gómez de Bedoya y Paredes en su libro Historia Universal de las Fuentes Medicinales (1765), ofrece una de las descripciones publicadas más antiguas de Caballar: 

“Está situada a la falda de una pequeña eminencia, que la defiende por la parte del Sur, y a los 9 grados de longitud, y 40 con 37 minutos de latitud. Es del Rey. Antiguamente pertenecía a la dignidad Episcopal de Segovia. Los vientos que más la abaten son el de Tremontana [sic] y Levante. Por una y otra parte de la cuesta que forma dicha eminencia, vienen dos pequeños raudales de agua que nacen como a 130 pasos de la población, de dos fuentes que son como dos estancos copiosos, los cuales hacen su suelo fértil de frutas, y legumbres; pero se coge poco pan.”

### Prehistoria
Según distintas intervenciones arqueológicas (como las llevadas por Tomás Calleja), el territorio de Caballar está poblado desde la Edad del Bronce. Las posibles causas de dicho poblamiento eran: las buenas condiciones climatológicas y geográficas, abundantes aguas, cuevas, cerros elevados y un valle muy fértil y cultivable. De hecho, el medio ambiente de Caballar goza de una gran biodiversidad.

### Edad Media

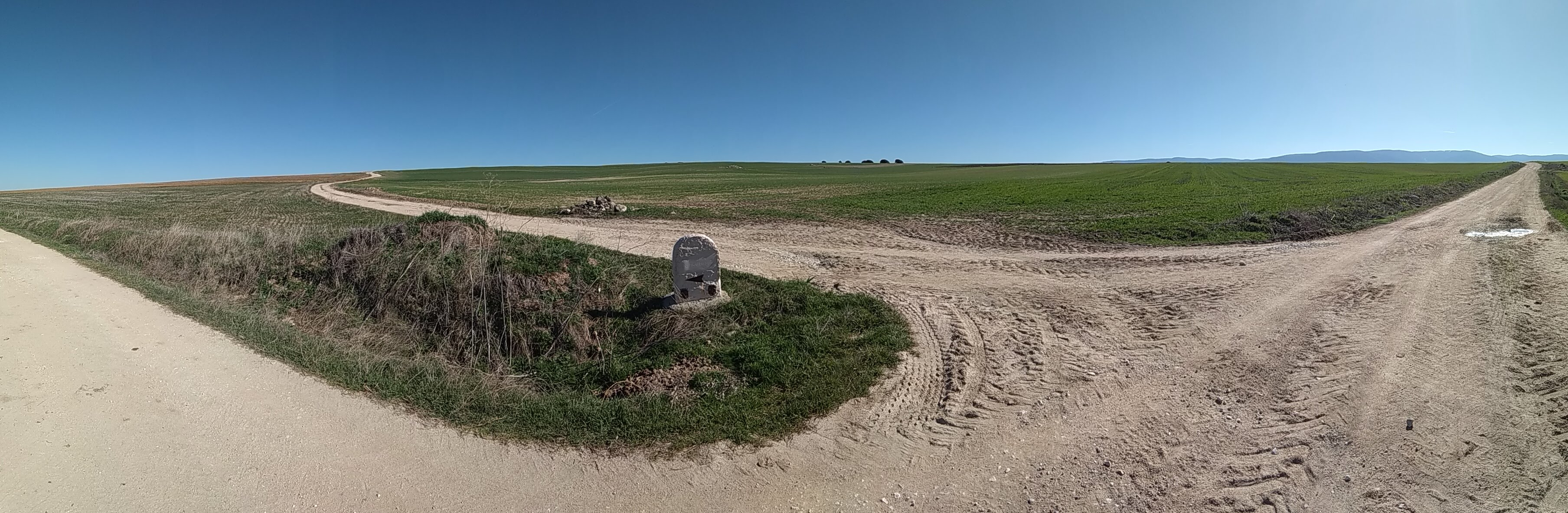
Hito-Mojón indicativo del Camino de San Frutos por Caballar

En el siglo VIII d. C. llegan a Caballar Santa Engracia y San Valentín, hermanos de San Frutos, después de un retiro ascético en las Hoces del Río Duratón. En esta localidad segoviana siguieron haciendo vida de oración en un complejo monástico situado en lo que hoy es la dehesa boyal bajo la advocación de San Zoilo, hasta que fueron martirizados en la Fuente Santa. Queda una cruz como testimonio de la ubicación del monasterio y de aquellos momentos. 
La reina Urraca dona Caballar, junto con otras posesiones, al obispo de Segovia Pedro de Agén en 1123. En este tiempo se construye la iglesia románica de la localidad, dedicada a la Asunción de Nuestra Señora.
La Colección Diplomática de Riaza recoge que Alfonso X el Sabio indica que varios concejos, entre ellos el de Caballar «no paguen los pechos foreros» que le debían. Fueron más los privilegios que tuvieron estas tierras con el fin de asentar población. Pedro I de Castilla, por ejemplo, exime del pago a los vecinos de Caballar (así como a todos los pertenecientes a las localidades de la Mesa Obispal y del Cabildo Catedralicio) de los impuestos de «fonsadera y acémilas» según Provisión Real promulgada en las Cortes de Valladolid con fecha 3 de noviembre de 1353.
En el Archivo Catedralicio de Segovia se conserva un documento de concordia fechado en 1388 entre los concejos de Caballar y La Cuesta para abordar los perjuicios que los ganados pudieran causar en viñas, prados o dehesas durante un trienio.

### Edad Moderna
En la Guerra de las Comunidades de Castilla (1520-1521), el vecino de Caballar Antonio de Cuéllar, procurador de la Santa Junta, apoya al bando comunero.
En el siglo XVI, durante el reinado de Felipe II, se venden las jurisdicciones eclesiásticas. Los vecinos de Caballar compraron su jurisdicción. En el censo que se llevó a cabo en el Obispado de Segovia recopilado en 1587 se indica que la villa de Caballar se encuentra adscrita eclesiásticamente a la Vicaría de Turégano, que cuenta con una pila bautismal (la de la iglesia de la Asunción de Nuestra Señora) y con 70 vecinos.
En 1618, el veedor de obras de la diócesis de Segovia Pedro de Brizuela traza la construcción de dos estribos y un arco para la iglesia parroquial. La obra fue ejecutada por el cantero Juan de Onandía, vecino de Segovia. 
En 1683 el tallista, arquitecto y entallador Eugenio de la Cruz Salinas asienta el retablo mayor de la iglesia de la Asunción. El retablo fue dorado por Francisco Jiménez de Ocaña.

### SigloXVIII
En el Archivo Histórico Nacional se encuentra la carta que envió Roque Galindo a Pedro de Girón y Ahumada, Intendente de Segovia, en la que relata cómo se vivió en Caballar el Terremoto de Lisboa de 1755.

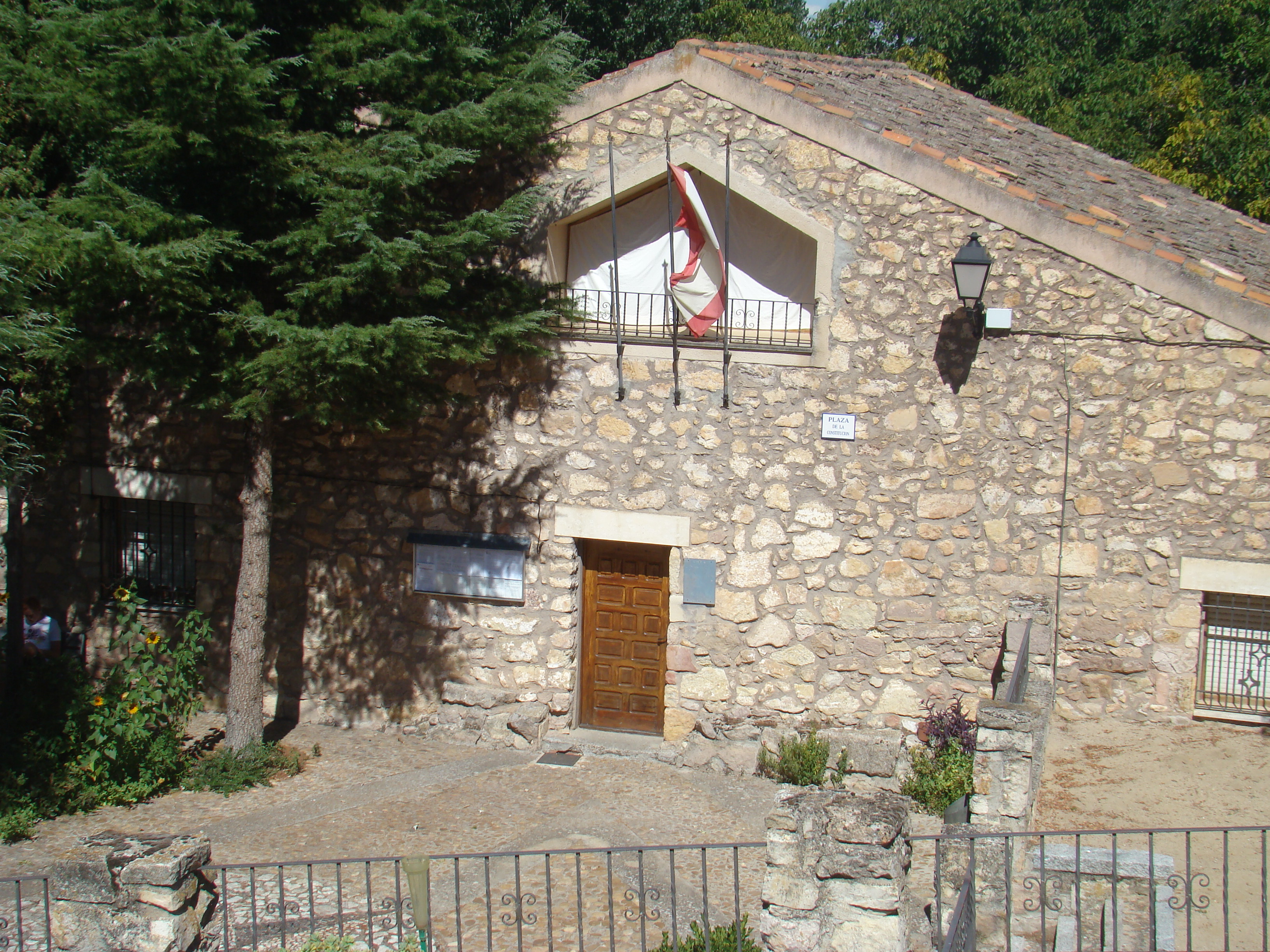
Ayuntamiento de Caballar

En 1771 se recoge el Estado General de las Cofradías y Hermandades de la provincia de Segovia, un documento necesario para una primera aproximación a este tipo de asociaciones en territorio segoviano. Según dicho estudio, la villa de Caballar poseía en esos años tres cofradías: del Santísimo, de la Vera Cruz y del Rosario.
En 1773, el geógrafo Tomás López de Vargas Machuca signa a Caballar en su Mapa de la Provincia de Segovia como Villa del Partido.
El viajero y economista Eugenio Larruga documenta en sus Memorias políticas y económicas sobre los frutos, comercio, fábricas y minas de España que este pueblo segoviano disponía en 1783 de cuatro telares, «que labraron 440 varas de lienzo y 490 de estopa». Este mismo autor indica que en el término hay canteras de «piedra blanca y encarnada», de cuyas extracciones se realizó el embaldosado de la Santa Iglesia Catedral de Segovia y de la iglesia del convento de San Antonio el Real, también sito en la capital segoviana.
De esta época se conservan edificaciones civiles, grandes casas solariegas con grandes desarrollos de sillería en esquina, puertas y ventanas. 

### SigloXIX
Siguiendo las directrices de las nuevas normas educativas de aquellos momentos (posiblemente como resultado de la Ley de Instrucción Pública de 1857, conocida popularmente como Ley Moyano), el Ayuntamiento de Caballar saca a subasta la construcción de las escuelas con un presupuesto de 1800 reales.
El 6 de octubre de 1896 visitó Caballar la Infanta Isabel de Borbón y Borbón, conocida popularmente como La Chata e hija de Isabel II de España. La visita estaba motivada porque una mujer de la localidad fue ama de cría de la Casa Real.

### SigloXX
Comienza el siglo en Caballar con la compra del armónium para la iglesia parroquial con el que acompañar musicalmente la liturgia. Es adquirido en Barcelona al constructor Pablo Anclá.
El 23 de abril de 1919, el Boletín Oficial de la Provincia de Segovia recoge la concesión de la línea de alta tensión eléctrica Navafría-Turégano, la cual atravesaría el término municipal de Caballar. Este hito histórico se materializaría cinco años después con la instalación de un transformador para dar servicio al alumbrado del pueblo.

## Demografía
El municipio, que tiene una superficie de 16,83 km², cuenta según el padrón municipal del 2021 del INE con 76 habitantes y una densidad de 4.51 hab./km². La gráfica da cuenta del descenso abrupto del censo a consecuencia del éxodo rural que tuvo lugar a partir de 1950 en toda la España interior rural. Ese gran movimiento migratorio fue a consecuencia de las políticas aplicadas en los años 50 y 60 del siglo XX (expansionismo industrial en determinadas ubicaciones, desarrollo del turismo de masas en la costa...) y el basculamiento poblacional centro-periferia.
Cuenta con una población de 75 habitantes (INE 2024).
| Gráfica de evolución demográfica de Caballar entre 1828 y 2021 |
| |
| Población según el Diccionario geográfico-estadístico de España y Portugal de Sebastián Miñano. Población de derecho según los censos de población del INE. Población de hecho según los censos de población del INE. |

## Administración y política

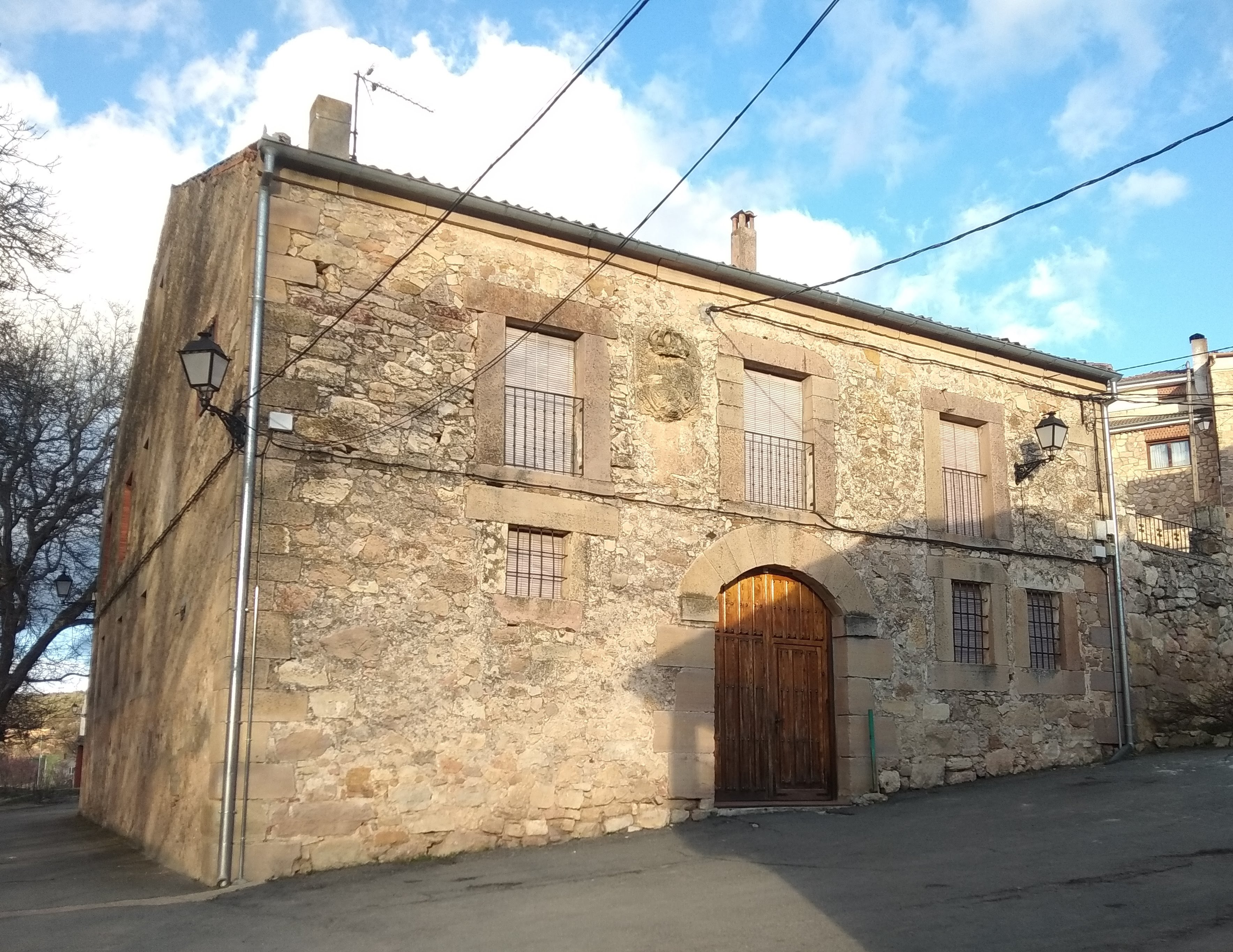
Casa consistorial

Lista de alcaldes
| Periodo   | Nombre                      | Partido       |
| --------- | --------------------------- | ------------- |
| 1979-1983 | Fernando Martín Herrero     | UCD           |
| 1983-1987 | Jóse Luis Contreras Tapias  | AP-PDP-UL     |
| 1987-1991 | Miguel Ángel Herrero García | PSOE          |
| 1991-1995 | Fernando Martín Herrero     | PP            |
| 1995-1999 | María Dolores Tapias Martín | Independiente |
| 1999-2003 | María Dolores Tapias Martín | PP            |
| 2003-2007 | Fernando Martín Herrero     | PP            |
| 2007-2011 | Fernando Martín Herrero     | PP            |
| 2011-2015 | Susana Gómez Martín         | PP            |
| 2015-2019 | Susana Gómez Martín         | PP            |
| 2019-2023 | Susana Gómez Martín         | PP            |
| 2023-act. | Víctor Sanz Gómez           | PP            |

## Cultura

### Patrimonio

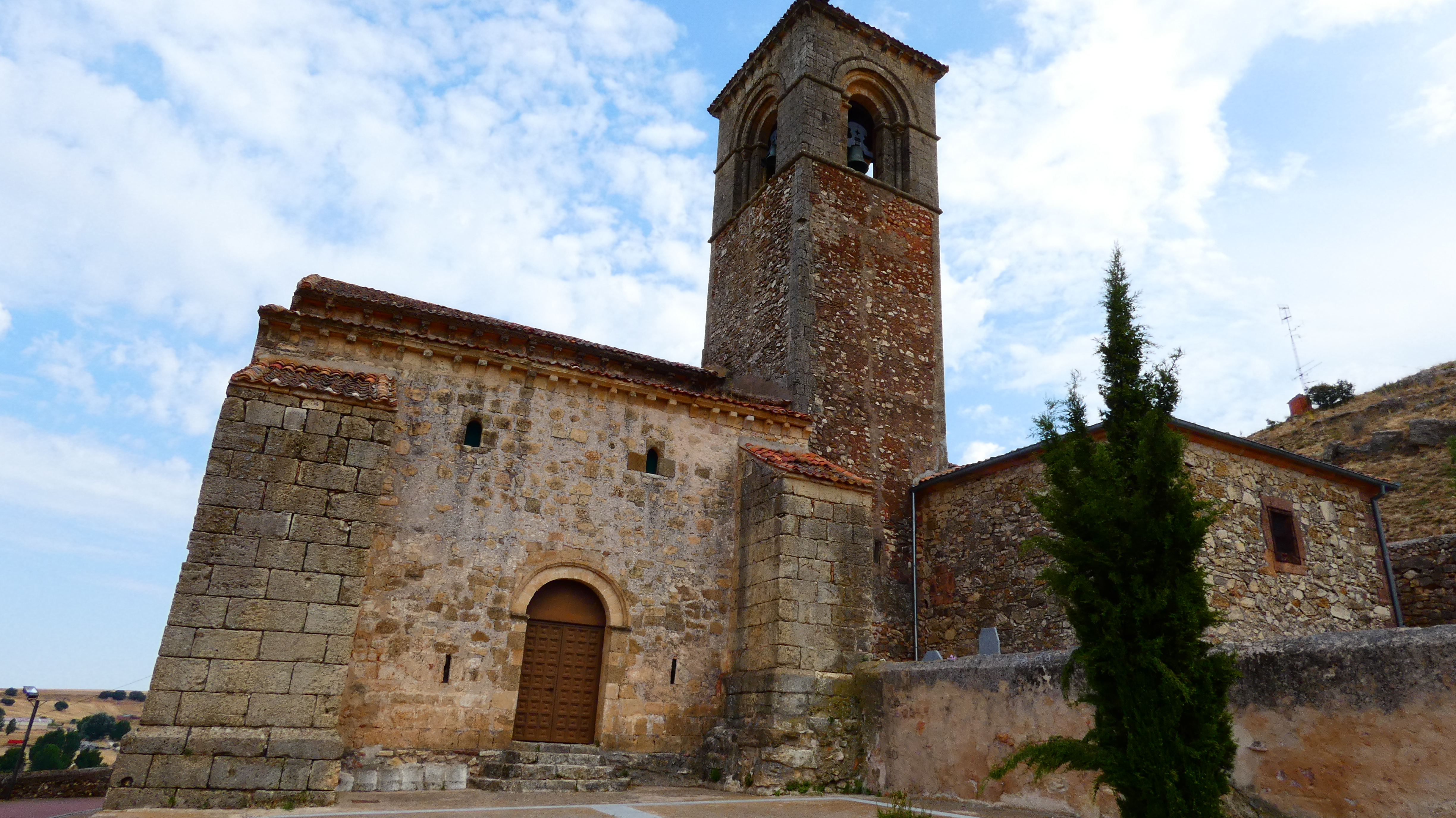
Iglesia parroquial

- Iglesia de la Asunción de Nuestra Señora (siglos XII-XIII);
- Fuentes manantiales: Fuente Fresnera, Fuente Redonda y Fuente Santa;
- Casa consistorial (siglo XVIII);
- Casa del Cura (siglo XVIII);
- Ermita de la Virgen del Carmen (siglo XVIII);
- Ermita de la Fuente Santa.[42]

#### Arquitectura hidráulica

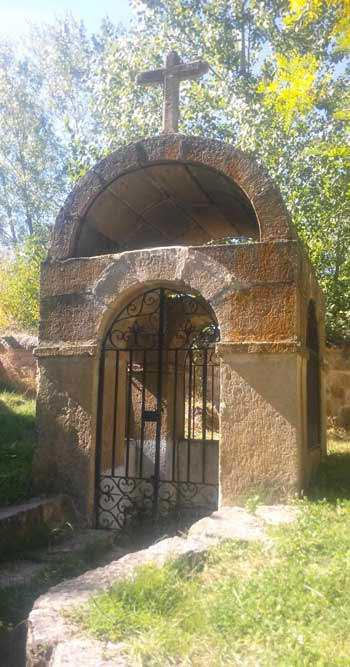
Fuente Santa

La importancia del agua en Caballar se manifiesta en varios manantiales que surgen en su territorio. El agua, aprovechado desde antiguo, se distribuyó para regar sus huertas generando un sistema de caceras de riego para reparto de agua. También hay arroyos para los que se construyeron puentes y pasos realizados con piedra de sillería.

### Fiestas

#### Las Mojadas
La Mojada es una rogativa de carácter extraordinario que se realiza en tiempos de sequía acuciante. El rito consiste en la inmersión de las reliquias de San Valentín y Santa Engracia en la fuente donde fueron martirizados, la Fuente Santa. La rogativa, siguiendo un protocolo, junta a los pueblos de las antiguas Vicarías de Turégano, Pedraza y Fuentepelayo; siendo una de las manifestaciones de religiosidad popular en Segovia más multitudinarias. La primera Mojada documentada es de 1593, y la última realizada fue en 1992.

#### Pascua de Resurrección
La Pascua de Resurrección es una de las celebraciones más importantes de Caballar. De madrugada, los vecinos se reúnen a cantar los Maitines. Ya entrada la mañana, se celebra la Procesión del Encuentro y la Misa de Pascua. Se conserva una colección de coplas de Pascua que son cantadas durante la Procesión, con mayor desarrollo en el momento del encuentro entre la Virgen María y Jesús Resucitado. Igualmente, está vigente la ofrenda de roscas de pan bollo y rosquillas de palo típicas de la localidad a la Virgen.

#### Romería a la Fuente Santa
El primer domingo de septiembre se celebra una multitudinaria romería en la pradera de la Fuente Santa. Allí se celebra una misa de campaña en recuerdo a San Valentín y Santa Engracia.

#### La Función
El último fin de semana de octubre, unos días después de la celebración del patrón de Segovia San Frutos (25 de octubre), esta localidad segoviana celebra la fiesta en honor de sus hermanos, San Valentín y Santa Engracia (también conocidos como los Santos de Caballar). Durante la procesión, participan los danzantes de la localidad realizando el repertorio de danza ritual tradicional.

#### Navidad
En las Misas de Navidad, Año Nuevo y Reyes se interpreta en el momento de la Adoración al Niño Jesús el villancico tradicional de la localidad «Un ángel se apareció», cuya música emparenta con las antiguas pastorelas y danzas propias del tiempo navideño.

#### Dulzaineros y tamborileros
Desde finales del siglo XIX, gracias a los distintos testimonios y documentación existentes, se pueden conocer distintos músicos de dulzaina y tamboril naturales de la localidad. Esas informaciones muestran que Caballar era un pueblo en el que había muchos dulzaineros y tamboriteros. Formando dúo de gaita y tamboril, los músicos de Caballar eran (y son) afamados y reconocidos en buena parte de la provincia.[cita requerida]